# Ліз Кембідж
Ліз Кембідж (англ. Liz Cambage, 18 серпня 1991) — австралійська баскетболістка, олімпійська медалістка. 
Кембідж народилася в Лондоні 18 серпня 1991. Її батько нігерієц, а мати — австралійка. Коли дівчинці було три місяці її батьки розійшлися і мати забрала її з собою до Австралії. Спочатку вони жили в Кофс-Гарборі (Новий Південний Уельс), а пізніше в Мельбурні і Морнингтоні. Почала грати в баскетбол у віці 10 років.

## Виступи на Олімпіадах
| Олімпіада   | Дисципліна | Місце |
| ----------- | ---------- | ----- |
| Лондон 2012 | баскетбол  | 3     |